# 天才てれびくん
| 天才てれびくん | 天才てれびくん | 天才てれびくん | 天才てれびくん       |
| 作             | MC             | 放送開始日     | 番組名               |
| -------------- | -------------- | -------------- | -------------------- |
| 1              | 1-3            | 1993-04-05     | 天才てれびくん       |
| 2              | 3-5            | 1999-04-05     | 天才てれびくんワイド |
| 3              | 6-9            | 2003-04-07     | 天才てれびくんMAX    |
| 4              | 10             | 2011-04-11     | 大!天才てれびくん    |
| 5              | 11             | 2014-03-31     | Let's天才てれびくん  |
| 6              | 12             | 2017-04-03     | 天才てれびくんYOU    |
| 7              | 13             | 2020-04-06     | 天才てれびくんhello, |
| 8              | 14             | 2023-04-03     | 天才てれびくん       |

天才てれびくん（てんさいてれびくん）は、1993年4月5日からNHK教育テレビ（Eテレ）で放送している子供向け教育番組。通称は「天てれ」。『天才てれびくんシリーズ』の概要についても本項で解説する。

## 概要
『6時だ!ETV』の後番組として1993年4月5日に『天才てれびくん』のタイトルで放送開始。1999年4月5日から『天才てれびくんワイド』、2003年4月7日から『天才てれびくんMAX』、2011年4月11日から『大!天才てれびくん』に改題。2014年3月31日より『Let's天才てれびくん』に改題し、よりストーリー性を高めた視聴者参加型の番組に刷新された。2017年4月3日より『天才てれびくんYOU』へ改題。2020年4月6日より『天才てれびくんhello,』へ改題、番組史上初の1人司会となる。いずれも放送枠は少年少女ゾーン・ティーンズゾーンと呼ばれ、同ゾーンの中核的番組となっている。2022年度からは本番組を含む同ゾーンの一部番組が『Eテレキッズ』ゾーンにも編入されている。30周年を迎える2023年4月3日より『天才てれびくん』へタイトルを回帰する。
番組はてれび戦士と呼ばれる子役タレントたちが様々なことにチャレンジすることがメイン。1996年度から司会者も含めた一部出演者の降板（番組内では「卒業」と呼ばれる）が年度末に行われる。てれび戦士の卒業などで世界観やコーナーは毎年変更されるが、MTKなどの長寿コーナーも存在する。双方向の視聴者参加企画として、初期の生放送ではプッシュホンで操作するゲームやテレゴングを使った企画を放送。『大!天才てれびくん』からデータ放送の活用を開始、『Let's天才てれびくん』『天才てれびくんYOU』『天才てれびくんhello,』『天才てれびくん』（第2期）では茶の間戦士として参加することができる。
姉妹番組に『ビットワールド』（2001年4月- 現在、旧『天才ビットくん』、2010年4月より現名称）がある。
神奈川県横浜市にある放送ライブラリーには『天才てれびくん』時代の第1回が収蔵されており、閲覧可能となっている。

## ジオシリーズ
天才てれびくん（てんさいてれびくん）は、2023年4月3日からNHK Eテレで放送しているテレビ番組。

### 概要
『天才てれびくん』のテレビ番組第8作、第14代総合司会、放送開始31年目から33年目のシリーズにあたる。
総合司会はティモンディ。舞台設定はジオワールド。主題歌は「ネクタリン」。
番組の対象年齢は幼児・小学生であるが、中学生が対象に含まれる視聴者参加企画もある。
番組スローガンは「ふみ出す1歩が、世界を変える」。2023年3月30日に予告編『もうすぐはじまる!天才てれびくん新シリーズ直前スペシャル!』を放送。

### 2025年度
- 出演者
- 主要企画
- ジオ物語（月曜）
- 喫茶チャノマ（火曜）
- ジオゲークラブ（火曜・水曜）
- エナジー道場（リモコンゲーム）
- 木曜LIVE（木曜生放送）
- MTK ミュージックてれびくん
- イベント

### 2023年度 - 2024年度
- 2023年度：出演者 - 主要企画 - コーナー
- 2024年度：出演者 - 主要企画 - コーナー

### 放送時間
| 地域             | チャンネル              | 放送時間                  | 標準時   | 脚注     |
| ---------------- | ----------------------- | ------------------------- | -------- | -------- |
| 日本             | NHK Eテレ               | 月曜 - 木曜 17:35 - 18:00 | 日本時間 | [ 注 1 ] |
| アメリカ・カナダ | テレビジャパン          | 月曜 - 木曜 18:00 - 18:25 | 北米東部 | [ 注 2 ] |
| 上記以外の地域   | NHKワールド・プレミアム | 火曜 - 金曜 18:25 - 18:50 | 日本時間 | [ 注 3 ] |

| 地域 | チャンネル              | 放送時間                  | 脚注     |
| ---- | ----------------------- | ------------------------- | -------- |
| 日本 | NHK Eテレ               | 月曜 - 木曜 17:30 - 17:59 | [ 注 4 ] |
| 国際 | NHKワールド・プレミアム | 火曜 - 金曜 18:25 - 18:54 | [ 注 5 ] |

### スタッフ
- ナレーション
  - 共通：木村昴、小林優子、桐谷蝶々
  - 2023年度：大野恵里佳
  - 2024年度 - 2025年度：堀井美香
- 構成
  - 共通：川嶋結衣、竹村武司、廿楽大輔、向田邦彦、矢野了平
  - 2023年度：谷口恵美
  - 2024年度 - 2025年度：あないかずゆき、安部裕之
- 脚本 - 小田康平、服部隆、佐東みどり、今野恭成、鈴木洋介
- アートディレクター - 牧野惇
- タイトル映像 - モンブラン・ピクチャーズ
- オリジナル音楽 - オオルタイチ
- 技術 - 朝山智史（2023年度）、高柳昴平（2024年度 - 2025年度）
- 映像技術 - 森山雄太
- 音声 - 渡邊賢、栗田静華、村山巧
- 音響効果 - 塚田大
- 映像デザイン - 杉浦恵、佐藤小春、和田岳秋
- 衣装 - 広瀬水音
- バーチャルCG - 齊藤宜之、竹野智史、阿部大史
- VFX - 小野修、松山真浩、渡辺聖介、高木那津子、細貝唯之
- ディレクター
佐藤大輔、村主岳史、平尾梨佳、冨田百合子、齋藤隆介、観堂早織、村上貴英、谷真寿雄、水口直毅、嘉納一貴、近藤貴浩、山本正樹、関戸敦、山下洋助、柳沢等、柴田実咲希、井上敬太、岡瑠里子、くぼまどか、カワノリョウ、今野恭成、真治史、岡田冬馬、景山潮、大久保美佳、斉藤夏基、望月悠伍、増田光玖、立野真央、石川淳也、古沢将、和賀博史、片岡美月、堀越未生、相良広芸、木村美桜、阿由葉聡子、鈴木彰悟、向真菜子
三上彩香、半田紗英子、綿引陸、河原知輝、天野翠、結城千翔、有馬美帆、山田航、栗原栞、松村侑、金森たかひと、福田章史、山本直樹、秦圭矢乃、大野稚香子、本多廉、中村真己、小堺有希子、伊藤亜寿佳
姫野梓穂、中村みゆき、阿部薫子、エイブルみちる
- 制作統括 - 清水亮詞、萩島昌平、角田知慧理、神原一光、三木章弘、田辺圭子
- 制作協力 - NHKエンタープライズ、イースト・ファクトリー
- 制作・著作 - NHK
- NHK制作担当 - 第1制作ユニット教育・次世代

### ネクタリン
2023年度 - 2025年度メインテーマ、エンディングテーマ。
ネクタリン
- 作詞・作曲：はっとり
- 編曲：マカロニえんぴつ
- 振付：yurinasia

#### 2023年度
- 歌：てれび戦士2023
- MV監督：牧野惇
- 放送尺：1分30秒
- 初回放送日
  - 2023年04月03日 - 通常版
  - 2023年05月01日 - メイキングver.
  - 2023年06月27日 - 鹿児島・島根・福岡・宮城 茶の間戦士といっしょ
  - 2023年09月05日 - 富山・福島 茶の間戦士といっしょver.
  - 2023年11月13日 - 愛知・愛媛・北海道釧路 茶の間戦士といっしょver.
  - 2024年02月28日 - 北海道室蘭 茶の間戦士といっしょver.
  - 2024年03月11日 - 京都 茶の間戦士といっしょver.
- 出典：[15]

#### 2024年度
- 歌：てれび戦士
- 映像：大久保拓朗
- 放送尺：1分30秒
- 初回放送日
  - 2024年04月08日 - 通常版
  - 2024年05月07日 - メイキング版
  - 2024年07月09日 - 奈良 茶の間戦士といっしょver.
  - 2024年12月17日 - 高松 茶の間戦士といっしょver.
  - 2025年02月25日 - 長崎県川棚町 茶の間戦士といっしょver.

#### 2025年度
- 歌：てれび戦士
- 映像：吉川エリ
- 放送尺：1分30秒
- 初回放送日
  - 2025年03月31日 - 通常版
  - 2025年07月15日 - 滋賀県東近江市 茶の間戦士といっしょver.
  - 2025年07月16日 - メイキングver.

#### 音楽商品
- アーティスト：てれび戦士
- 規格：音楽配信
- 発売日：2023年7月12日
- レーベル：TOY'S FACTORY
- 規格品番：TFDS00925B00Z

| #  | タイトル       | 作詞 | 作曲・編曲 | 時間 |
| -- | -------------- | ---- | ---------- | ---- |
| 1. | 「ネクタリン」 |      |            | 3:08 |

### Yes!歯車グルグル
2024年度「全世界歯車化計画」テーマソング。
| NHK Eテレ 月曜 - 木曜 17:35 - 18:00                                                           | NHK Eテレ 月曜 - 木曜 17:35 - 18:00    | NHK Eテレ 月曜 - 木曜 17:35 - 18:00 |
| 前番組                                                                                        | 番組名                                 | 次番組                              |
| --------------------------------------------------------------------------------------------- | -------------------------------------- | ----------------------------------- |
| 天才てれびくんhello,                                                                          | 天才てれびくん （2023年度 - 2025年度） | -                                   |
| NHK Eテレ 月曜 - 木曜 17:30 - 17:35                                                           |                                        |                                     |
| あおきいろ（月曜） びじゅチューン!（火曜） ギョふんでサカナ★スター（水曜） ミニアニメ（木曜） | 天才てれびくん （2024年度 - 2025年度） | -                                   |

## 歴代シリーズ
- 天才てれびくんシリーズの出演者・登場キャラクター
- 天才てれびくんシリーズの企画一覧
- 天才てれびくんシリーズの娯楽教養企画
- 天才てれびくんシリーズの生放送
- 天才てれびくん the STAGE
- ミュージックてれびくん

| 天才てれびくん世界観   | 年度 | 月曜日 - 木曜日       | 金曜日                            |
| ---------------------- | ---- | --------------------- | --------------------------------- |
| メディアタワー         | 1993 | 天才てれびくん        | ※別枠                             |
| メディアステーション   | 1994 | 天才てれびくん        | ※別枠                             |
| メディア砂漠           | 1995 | 天才てれびくん        | 天才てれびくん                    |
| パラレルワールド       | 1996 | 天才てれびくん        | 天才てれびくん                    |
| パラレルワールド       | 1997 | 天才てれびくん        | 天才てれびくん                    |
| エエカゲンニ星         | 1998 | 天才てれびくん        | 天才てれびくん                    |
| 地球帰還ロケット       | 1999 | 天才てれびくん ワイド | ※別枠                             |
| 高層マンションの屋上   | 2000 | 天才てれびくん ワイド | ※別枠                             |
| 天才丸                 | 2001 | 天才てれびくん ワイド | 天才ビットくん                    |
| メディアステーション   | 2002 | 天才てれびくん ワイド | 天才ビットくん                    |
| ハイパーキングダム学園 | 2003 | 天才てれびくん MAX    | 天才ビットくん                    |
| プラズマ界             | 2004 | 天才てれびくん MAX    | 天才ビットくん                    |
| ユゲデール王国         | 2005 | 天才てれびくん MAX    | 天才ビットくん                    |
| ユゲデール王国         | 2006 | 天才てれびくん MAX    | 天才ビットくん                    |
| ナンダーMAX            | 2007 | 天才てれびくん MAX    | 天才てれびくん MAX ビットワールド |
| ナンダーMAX            | 2008 | 天才てれびくん MAX    | 天才てれびくん MAX ビットワールド |
| 高層ビルの屋上         | 2009 | 天才てれびくん MAX    | 天才てれびくん MAX ビットワールド |
| 天てれ学園             | 2010 | 天才てれびくん MAX    | ビットワールド                    |
| 大天才テレビジョン     | 2011 | 大! 天才てれびくん    | ビットワールド                    |
| 大天才テレビジョン     | 2012 | 大! 天才てれびくん    | ビットワールド                    |
| 大天才テレビジョン     | 2013 | 大! 天才てれびくん    | ビットワールド                    |
| 第5やたがらす丸        | 2014 | Let's 天才てれびくん  | ビットワールド                    |
| 第5やたがらす丸        | 2015 | Let's 天才てれびくん  | ビットワールド                    |
| 第5やたがらす丸        | 2016 | Let's 天才てれびくん  | ビットワールド                    |
| 守守団                 | 2017 | 天才てれびくん YOU    | ビットワールド                    |
| 守守団                 | 2018 | 天才てれびくん YOU    | ビットワールド                    |
| 守守団                 | 2019 | 天才てれびくん YOU    | ビットワールド                    |
| 電空                   | 2020 | 天才てれびくん hello, | ビットワールド                    |
| 電空                   | 2021 | 天才てれびくん hello, | ビットワールド                    |
| 電空                   | 2022 | 天才てれびくん hello, | ビットワールド                    |
| ジオワールド           | 2023 | 天才てれびくん        | ビットワールド                    |
| ジオワールド           | 2024 | 天才てれびくん        | ビットワールド                    |
| ジオワールド           | 2025 | 天才てれびくん        | ビットワールド                    |

## 放送時間の変遷
2014年度 - 2021年度の「天てれ第2部」を含む。
| 期間                          | 放送時間（JST）                   |
| ----------------------------- | --------------------------------- |
| 1993年4月05日 - 1995年3月30日 | 月曜 - 木曜 18:00 - 18:25（25分） |
| 1995年4月04日 - 1999年4月02日 | 月曜 - 金曜 18:00 - 18:25（25分） |
| 1999年4月05日 - 2003年4月03日 | 月曜 - 木曜 18:00 - 18:44（44分） |
| 2003年4月07日 - 2004年1月15日 | 月曜 - 木曜 18:25 - 19:00（35分） |
| 2004年1月19日 - 2004年2月16日 | 月曜 - 木曜 18:40 - 19:00（20分） |
| 2004年2月17日 - 2004年4月01日 | 月曜 - 木曜 18:25 - 19:00（35分） |
| 2004年4月05日 - 2006年3月30日 | 月曜 - 木曜 18:20 - 19:00（40分） |
| 2006年4月03日 - 2009年3月26日 | 月曜 - 木曜 18:20 - 18:55（35分） |
| 2009年3月30日 - 2022年3月31日 | 月曜 - 木曜 18:20 - 18:54（34分） |
| 2022年4月04日 - 2024年3月28日 | 月曜 - 木曜 17:35 - 18:00（25分） |
| 2024年4月01日 -               | 月曜 - 木曜 17:30 - 17:59（29分） |

## 歴代スタッフ

### 制作協力
- 東京ビデオセンター（1993年度 - 2000年度）
- オフィスクレッシェンド（2001年度 - 2008年度）
- IVSテレビ制作（2009年度 - 2013年度）
- アマゾンラテルナ（2014年度 - 2019年度）
- イースト・ファクトリー（2020年度 - ）

### CGキャラクターの声
千葉繁（てっちゃん/TKくん/TKくん2/∞（ムゲン） : （1993年度 - 1994年度、1996年度 - 1997年度/1998年度/1999年度/2006年度）、
梅津秀行（玉三郎 : 1995年度）、
中尾隆聖（てつまろ/モンゴ : 1997年度/2001年度）、
くじら（TK子 : 1999年度）、
江原正士（エバラン : 2000年度）、
坂口候一（ブッチョー部長/タマ部長/ラビ零号・ラビ4.8号・ラビ55号・鬼ラビ : 2002年度/2003年度/2004年度）、
高田由美（エトワール/ラビ88号・Dr.ラビ∞号 : 2003年度/2004年度）、
?（ラビロボ:コーナーにより登場するキャラクターが変わっていた : 2004年度）、
堀本等（おんつくん : 2005年度）、
久嶋志帆（おんつ8世/もんじ : 2006年度/2007年度 - 2008年度）、
成田紗矢香（みみぃ/びびん★/いりか : 2006年度/2007年度）、新谷真弓（あどミン：2020年度）
※2009年度 - 2013年度まではCGキャラクターはなし、2014年度 - 2016年度は、どちゃもんという各都道府県のキャラクターが、2017年度 - 2019年度は、もじもんというキャラクターが登場した。各どちゃもん、もじもんの声については天才てれびくんシリーズの出演者・登場キャラクターを参照。

### ナレーション
千葉繁（1993年度、2010年度 - 2011年度）、
中村秀利（1993年度 - 1996年度）、
青野武（1993年度 - 1997年度、2001年度）、
三浦克也（1993年度? - 2004年度?）、
高山みなみ（1994年度）、
納谷悟朗（1994年度、1996年度 - 2002年度）､
山寺宏一（1994年度 - 1995年度）、
天野由梨（1994年度 - 1999年度）、
加藤賢崇（1996年度）、
柴本浩行（1996年度､ 2009年度）、
関俊彦（1996年度 - 1999年度）、
西村朋紘（2000年度、ワイド時代に不定期）、
鈴木琢磨（2000年度?、2002年度 - 2008年度）、
園部啓一（2001年度）、
坂口候一（2002年度、2007年度）、
大澤幹朗（2004年度 - 2009年度）、
八奈見乗児（2007年度）、
宮内恒雄（2009年度）、
廣田直敬（2009年度）、
寺田はるひ（2009年度）、
田中総一郎（2009年度 - 2010年度）､
うすいたかやす（2009年度 - 2010年度）、
江原正士（2009年度、2011年度 - 2013年度）、
久嶋志帆（2010年度）、
くまいもとこ（2010年度）、
宗矢樹頼 (2010年度）､
みんしる（2011年度）、
諸星すみれ（2011年度）、
山口勝平（2011年度）、
キートン山田（2011年度）、
渡辺智美（2011年度）、
垂木勉（2011年度 - 2013年度）、
杉本るみ（2011年度 - 2013年度）、
立木文彦（2011年度 - 2013年度）、
沢城みゆき（2012年度）、
塩野潤二（2012年度 - 2013年度）、
茶風林（2013年度）、
BOSE (2013年度）、
おかなつこ（2012年度 - 2016年度）、
三木眞一郎（2014年度 - 2016年度）、
子安武人（2017年度 - 2019年度）、
関山美沙紀（2017年度 - 2019年度）、 
木村昴（2020年度 - 2025年度）、
中井美琴（2020年度 - 2022年度）、
大野恵里佳（2023年度）、
小林優子（2023年度 - 2025年度）、
桐谷蝶々（2023年度 - 2025年度）、
堀井美香（2024年度 - 2025年度）

## 主題歌

### オープニング
| 年度 | 秒数 | 曲名                                      | 歌手                         |
| ---- | ---- | ----------------------------------------- | ---------------------------- |
| 1993 | 60秒 | タイムマシーンでいこう                    | すかんち                     |
| 1994 | 60秒 | タイムマシーンでいこう                    | すかんち                     |
| 1995 | 60秒 | タイムマシーンでいこう                    | すかんち                     |
| 1996 | 60秒 | 星を見上げて                              | SWITCH                       |
| 1997 | 65秒 | パリは恋の街                              | TT.Charlie                   |
| 1998 | 16秒 |                                           | インストゥルメンタル         |
| 1999 | 45秒 | テレビ万歳                                | P.O.A.                       |
| 2000 | 50秒 | スーパースピードスター                    | carnies                      |
| 2001 | 55秒 | 夢をつかんで                              | 渡辺ヒロコ                   |
| 2002 | 45秒 | 青い星                                    | LOVE JETS                    |
| 2003 | 28秒 | 2003年度オープニング・テーマ              | インストゥルメンタル         |
| 2004 | 32秒 | プラズマ回遊                              | てれび戦士2004               |
| 2005 | 32秒 | 未来はジョウキゲン                        | てれび戦士2005               |
| 2006 | 40秒 | ダンゼン!未来                             | てれび戦士2006               |
| 2007 | 45秒 | 約束の場所へ〜シークレッツ・ユートピア〜  | てれび戦士2007               |
| 2008 | 45秒 | セカイをまわせ!〜ぼくらのカーニバル〜     | てれび戦士2008               |
| 2009 | 17秒 | Happy★Life                                | インストゥルメンタル         |
| 2010 | 15秒 | 2010年度 オープニング・テーマ             | インストゥルメンタル         |
| 2011 | 30秒 | 大!天才てれびくんのテーマ                 | Boogie the マッハモータース  |
| 2012 | 30秒 | 大!天才てれびくん2012                     | Omodaka                      |
| 2013 | 28秒 | 世界はBON HI-BON!                         | CTO LAB.                     |
| 2014 | 18秒 | Let's天才てれびくんオープニングテーマ2014 | 木津茂理・福岡ユタカ・福岡奏 |
| 2015 | 18秒 | Let's天才てれびくんオープニングテーマ2015 | 木津茂理・福岡ユタカ・福岡奏 |
| 2016 | 18秒 | Let's天才てれびくんオープニングテーマ2016 | 木津茂理・福岡ユタカ・福岡奏 |
| 2017 | 20秒 | 音楽：福岡ユタカ                          | インストゥルメンタル         |
| 2018 | 19秒 | 音楽：福岡ユタカ                          | インストゥルメンタル         |
| 2019 | 19秒 | 音楽：福岡ユタカ                          | インストゥルメンタル         |
| 2020 | 16秒 | オリジナル音楽：小田朋美                  | インストゥルメンタル         |
| 2021 | 16秒 | オリジナル音楽：小田朋美                  | インストゥルメンタル         |
| 2022 | 15秒 | オリジナル音楽：小田朋美                  | インストゥルメンタル         |
| 2023 | 15秒 | オリジナル音楽：オオルタイチ              | インストゥルメンタル         |
| 2024 | 15秒 | オリジナル音楽：オオルタイチ              | インストゥルメンタル         |
| 2025 | 15秒 | オリジナル音楽：オオルタイチ              | インストゥルメンタル         |

### エンディング
| 番組名 | 年度        | 曲名                                   |
| ------ | ----------- | -------------------------------------- |
| 無印1  | 1993 - 1994 | You You You                            |
| 無印1  | 1994 - 1995 | がんばってダーリン!                    |
| 無印1  | 1995        | ガンバレ!アインシュタイン              |
| 無印1  | 1996        | キミはすてきさ!ベイビーメイビー        |
| 無印1  | 1996        | Super Kids Are Go!                     |
| 無印1  | 1997        | Be All Right!!                         |
| 無印1  | 1997        | BANG BANG BANG                         |
| 無印1  | 1998        | 君にクラクラ                           |
| ワイド | 1999        | 恋の天才〜ジョンとミケの場合〜         |
| ワイド | 2000        | ドキドキのち晴れ                       |
| ワイド | 2001        | きらいじゃ★ブギ                        |
| ワイド | 2002        | LOVE IS POP                            |
| MAX    | 2003        | good day                               |
| MAX    | 2004        | プラズマ回遊                           |
| MAX    | 2005        | 未来はジョウキゲン                     |
| MAX    | 2005 - 2010 | エンディングMTK                        |
| 大!    | 2011        | Love Song                              |
| 大!    | 2012        | 恋する季節                             |
| 大!    | 2013        | 告白                                   |
| Let's  | 2014        | にっぽん・なんばあず                   |
| Let's  | 2015        | めしどき むしゃりずむ                  |
| Let's  | 2016        | たりないドアー                         |
| Let's  | 2016        | キスミーきれいみー                     |
| YOU    | 2017 - 2019 | たてっ!よこっ!ななめっ!みんなのちから! |
| YOU    | 2018 - 2019 | DAIJOUBU!                              |
| hello, | 2020 - 2022 | ハローハロー                           |
| hello, | 2021 - 2022 | また明日                               |
| hello, | 2021 - 2022 | MTK ミュージックてれびくん             |
| 無印2  | 2023 - 2025 | ネクタリン                             |
| 無印2  | 2023 - 2025 | MTK ミュージックてれびくん             |

### その他
| 年度 | 曲名                                     |
| ---- | ---------------------------------------- |
| 1996 | がんばれ〜世界中のみんなが〜             |
| 1999 | 空のたまご                               |
| 1999 | Trust Myself〜あきらめない自分になろう〜 |
| 2001 | マジ!? マジ!! マジカル!!!                |
| 2002 | 恋人は宇宙人                             |
| 2004 | PARTY IS OPEN!                           |
| 2004 | Chip Trick                               |
| 2004 | Opposite side                            |
| 2006 | ラクラクハッピー!                        |
| 2006 | ダッシュマンのうた                       |
| 2015 | 進め!てれび戦士                          |
| 2017 | 夢見崎★ラップ                            |
| 2019 | 天才モジールが行く                       |
| 2024 | Yes!歯車グルグル                         |

## 受賞
- ABU賞 1997年子供番組部門大賞
天才てれびくんスペシャル 風雲ドラQラ城（1997年1月1日）[17]
- グッドデザイン賞 2024年度 グッドデザイン・ロングライフデザイン賞 番組コンテンツ＋イベント
天才てれびくん（テレビ番組シリーズ）[18]

## 関連商品

### CDシングル / CDミニアルバム
| 発売日         | タイトル                                 | 注釈      |
| -------------- | ---------------------------------------- | --------- |
| 1993年06月21日 | You You You                              | [ 注 6 ]  |
| 1994年09月10日 | がんばってダーリン!                      | [ 注 7 ]  |
| 1995年09月06日 | ガンバレ!アインシュタイン                | [ 注 8 ]  |
| 1996年06月25日 | 星を見上げて                             | [ 注 9 ]  |
| 1997年05月08日 | パリは恋の街                             | [ 注 10 ] |
| 1997年06月25日 | Be All Right!!                           | [ 注 11 ] |
| 1997年12月10日 | BANG BANG BANG                           | [ 注 12 ] |
| 1998年07月18日 | 君にクラクラ                             | [ 注 13 ] |
| 1999年11月20日 | 空のたまご                               | [ 注 14 ] |
| 2000年05月17日 | スーパースピードスター                   | [ 注 15 ] |
| 2000年10月21日 | HONEY BEAT                               | [ 注 16 ] |
| 2001年04月21日 | きらいじゃ★ブギ                          | [ 注 17 ] |
| 2001年07月04日 | その日まで空を見て                       | [ 注 18 ] |
| 2002年06月19日 | 青い星/宇宙ベイビー                      | [ 注 19 ] |
| 2003年07月23日 | Go!Go!たまご丼                           | [ 注 20 ] |
| 2007年05月23日 | 約束の場所へ〜シークレッツ・ユートピア〜 | [ 注 21 ] |
| 2008年05月21日 | セカイをまわせ!〜ぼくらのカーニバル〜    | [ 注 22 ] |
| 2009年05月20日 | Happy★Life                               | [ 注 23 ] |
| 2009年11月04日 | I don't obey〜僕らのプライド〜           | [ 注 24 ] |
| 2010年03月10日 | RUN TO THE FUTURE                        | [ 注 25 ] |
| 2010年06月02日 | セカイカラー☆LOVE!                       | [ 注 26 ] |
| 2010年08月04日 | 僕らのナツ!!                             | [ 注 27 ] |
| 2011年01月01日 | 恋のダイヤル6700                         | [ 注 28 ] |
| 2011年05月04日 | DAYS                                     | [ 注 29 ] |
| 2011年05月18日 | Love Song                                | [ 注 30 ] |
| 2012年05月30日 | 恋する季節                               | [ 注 31 ] |
| 2013年05月29日 | 告白                                     | [ 注 32 ] |
| 2013年07月03日 | 世界はBON HI-BON!                        | [ 注 33 ] |
| 2014年09月17日 | マイフレンド/ぼくらの歩む道              | [ 注 34 ] |
| 2018年09月05日 | 天才てれびくんYOU                        | [ 注 35 ] |
| 2021年07月07日 | ハローハロー/また明日                    | [ 注 36 ] |

### CDアルバム
| 発売日         | タイトル                                      | 注釈      |
| -------------- | --------------------------------------------- | --------- |
| 1999年06月19日 | うたの詰め合わせ 天てれ福袋                   | [ 注 37 ] |
| 2000年06月01日 | 天てれ大入り袋 ミュージックてれびくんパワード | [ 注 38 ] |
| 2001年06月21日 | 天てれ宝船 MTK The Third                      | [ 注 39 ] |
| 2002年05月18日 | 天てれ歌まくら MTK The 4th                    | [ 注 40 ] |
| 2002年11月21日 | 天てれ猫だましぃ MTK The 5th                  | [ 注 41 ] |
| 2003年06月18日 | 天てれ上カルビ MTK The 6th                    | [ 注 42 ] |
| 2003年12月17日 | 天てれビッグバン MTK The 7th                  | [ 注 43 ] |
| 2004年06月30日 | MTK the 8th                                   | [ 注 44 ] |
| 2005年02月23日 | MTK the 9th                                   | [ 注 45 ] |
| 2005年07月27日 | MTK The BEST I for LOVE                       | [ 注 46 ] |
| 2005年07月27日 | MTK The BEST II for LIFE                      | [ 注 47 ] |
| 2006年03月01日 | MTK the 10th                                  | [ 注 48 ] |
| 2007年03月21日 | MTK the 11th                                  | [ 注 49 ] |
| 2008年02月20日 | MTK the 12th                                  | [ 注 50 ] |
| 2009年03月04日 | MTK the 13th                                  | [ 注 51 ] |
| 2010年03月03日 | MTK the 14th                                  | [ 注 52 ] |
| 2011年03月02日 | MTK the 15th                                  | [ 注 53 ] |
| 2012年02月29日 | MTK the 16th                                  | [ 注 54 ] |
| 2013年03月06日 | MTK the 17th                                  | [ 注 55 ] |
| 2014年03月05日 | MTK the 18th                                  | [ 注 56 ] |
| 2017年05月17日 | NHK Let's天才てれびくん サウンドトラック      | [ 注 57 ] |

### 映像作品
| タイトル                                                 | 第1巻 発売日   | 規格      |
| -------------------------------------------------------- | -------------- | --------- |
| スージーちゃんとマービー                                 | 1999年10月20日 | VHS       |
| へろへろくん                                             | 2000年10月21日 | VHS       |
| 探偵少年カゲマン 登場編                                  | 2002年01月30日 | DVD       |
| ベイベーばあちゃん                                       | 2002年08月25日 | VHS / DVD |
| 天才てれびくんワイド ミュージックてれびくん ザ・ビデオ   | 2003年01月24日 | VHS / DVD |
| ドラムカンナの冒険                                       | 2003年03月20日 | VHS / DVD |
| 恐竜惑星                                                 | 2003年06月27日 | DVD       |
| ジーンダイバー                                           | 2003年12月26日 | DVD       |
| 救命戦士ナノセイバー                                     | 2004年03月26日 | DVD       |
| アリスSOS                                                | 2007年04月27日 | DVD       |
| Dreaming〜時空をこえる希望の歌〜                         | 2010年04月21日 | DVD       |
| ホセ王国の不思議な弓矢〜くしゃみ姫を救え!〜              | 2010年11月17日 | DVD       |
| 天才てれびくんMAX MTKコレクション 2006〜2008             | 2011年01月19日 | DVD       |
| 天才てれびくんMAX MTKコレクション 2009〜2010             | 2011年05月18日 | DVD       |
| ズモモとヌペペ                                           | 2012年09月19日 | DVD       |
| 真夏の夜の虫                                             | 2012年11月21日 | DVD       |
| アリス探偵局                                             | 2013年02月21日 | DVD       |
| 黒魔女さんが通る!!                                       | 2013年05月28日 | DVD       |
| 天才てれびくん the STAGE〜てれび戦士REBORN〜             | 2020年03月31日 | DVD / BD  |
| 天才てれびくん the STAGE〜バック・トゥ・ザ・ジャングル〜 | 2021年12月08日 | DVD / BD  |

### 書籍
- 天才てれびくん冒険ゲーム バーチャル魔王をやっつけろ!（1994年12月22日、メディアワークス）ISBN 978-4073023913[19]
- 天才てれびくんクイズゲーム 天才なぞなぞパイレーツ!（1994年12月22日、メディアワークス）ISBN 978-4073024002[20]
- 天才てれびくん迷路ゲーム テレビ戦士を救出せよ!（1995年1月27日、メディアワークス）ISBN 978-4073024163[21]
- 電撃ジュニア・ノベルズ 天才てれびくん 転校生マオ（メディアワークス）
  - 1（1995年2月28日）ISBN 978-4073027126[22]
  - 2（1995年4月27日）ISBN 978-4073028185[23]
- 電撃コミックス 天才てれびくん（メディアワークス）
  - ジーンダイバー
    - 1（1995年4月7日）ISBN 978-4073028475[24]
    - 2（1995年5月27日）ISBN 978-4073030546[25]

  - 恐竜惑星
    - 1（1995年7月27日）ISBN 978-4073031956[26]
    - 2（1995年8月26日）ISBN 978-4073033219[27]

  - アリス探偵局（1995年11月27日）ISBN 978-4073038702[28]
- NHK天才てれびくんMAX 天てれドラマ傑作集（2007年3月、ポプラ社）
  - 1 ISBN 978-4591096482[29]
  - 2 ISBN 978-4591096499[30]
  - 3 ISBN 978-4591096505[31]
  - 全3巻 ISBN 978-4591998502[32]
- 天才てれびくんMAX てれび戦士フォトブック in 夏イベ2010（2010年10月12日、学研パブリッシング）ISBN 978-4056061208[33]

### カレンダー
- 天才てれびくんMAXカレンダー2005（2004年11月）
- 天才てれびくんMAXカレンダー2006（2005年11月）

## 特記事項

### 番組名
全シリーズの番組名に「天才てれびくん」が含まれる。
シリーズ開始当初の愛称は「てれびくん」であり、新聞やテレビ情報誌の番組表で使用される略称は「てれびくん」「てれび君」が多数派であった。また、番組公式ウェブサイトのURLには「tvkun」が使用されている。しかし、同名雑誌『てれびくん』との競合から、NHKテレビ放送における番組本編で「てれびくん」の愛称を積極的に使用したのは番組初年度の1993年度のみである。
1994年度と1995年度の愛称は「てんてれ」。1996年度から「天てれ」表記となる。
ローマ字表記は「TENSAI TV-KUN」「TENSAI TV KUN」「TENSAI TEREBI KUN」が主に使われ、2009年度は「Ten★TereMAX」、2010年度は「Ten Tere Gakuen」も使用された。「TELEVISION」由来の表記は1995年度の「TENSAI TELEVI KUN」、1999年度の「TEN.TELE」と少数であったが、2023年度以降は「TENTELE」表記も使用している。
ローマ字表記の略称「TTK」「T.T.K.」は『初代無印』『ワイド』のコーナー名や出演者の衣装などで多用されていたが、2003年度の「T.T.K. HEADLINE NEWS」を最後にコーナー名で使用されることがなくなり、「TTK」は2006年度のオープニングタイトルを最後に使用されなくなった。
「天才てれびくん」の英語名は「Whiz-Kids TV」。無印以外のシリーズは日本語名と同じ語順で英単語が付加される。

### 対象年齢
『NHK年鑑』の番組解説による「視聴ターゲット」は1993年度から2005年度までが「小学生」、2006年度が「小学生・中学生」、2007年度と2008年度が「小学生」、2009年度から2013年度までが「小学生・中学生」、2014年度から2018年度までが「小学生」、2019年度から2023年度までが「幼児・小学生」である。
「小学校高学年から中学生をターゲットにしたバラエティー番組」としている書籍もある。また、NHKオンラインの番組表では2014年度以降も「趣味/教育 - 幼児・小学生」「趣味/教育 - 中学生・高校生」の両方にジャンル分けされている。

### 視聴率
1993年9月の平均視聴率は6%、1993年10月5日には7.7%を記録した。番組開始6か月での高視聴率に寺門ジモンは「蓮舫の『ステーションEYE』（テレビ朝日系）にも、勝ってんじゃないの。教育テレビが民放に勝って、どうすんの。シャレになんないよ。やばいよ、蓮舫さん」とコメントしている。
番組2年目、1994年度の時点で10%以上を記録する。1995年度では10%以上を記録する放送回が増加している。
2000年度の平均視聴率は5%以上、放送回によっては10%近い視聴率を記録している。

### CG技術
スタジオの背景はCGの合成で作られている。NHK放送センターで収録され、1993年度から1996年度まではCT-411スタジオ（約70坪）、1996年9月以降はCT-415スタジオ（約120坪）が使用されている。バーチャルスタジオの背景は1993年度から2025年度に至るまでブルーバックが使用されている。
NHK教育テレビでは1991年4月開始の『ひとりでできるもん!』、1992年4月開始の『音楽ファンタジー・ゆめ』でCGキャラクターを登場させており、『天才てれびくん』を含めた3番組に「てっちゃん」こと中村哲志が関わっている。また、番組開始時はCG技術を活用したテレビ番組の草創期であり、少数精鋭のCG制作スタッフが1992年7月開始の日本テレビ『進め!電波少年』、1992年10月開始のフジテレビ『ウゴウゴルーガ』など複数の番組を兼任していた。『ウゴウゴルーガ』のCGキャラクター「テレビくん」は、元々は『天才てれびくん』に登場する予定だったという裏話がある。
『天才てれびくん』のCGキャラクターは「デジタルパペット」として、従来のパペットや着ぐるみの役割を担う。1993年の番組開始時において、人形劇に使われる人形とCGキャラクターの操作方法を共通にしておき、データグローブと呼ばれる手袋型入力装置で人形劇団に所属するプロの人形遣いがCGキャラクターを操作していた。

### 民間局との相互
- 1993年4月7日 - 「天才てれびくんPR作戦」で日本テレビ『進め!電波少年』に逆アポなしで番組宣伝をしてもらう企画を放送。『進め!電波少年』では、松本明子の『NHK紅白歌合戦』出場企画が進行中でNHKから拒絶されていたため、4月4日に予告編「緊急速報!!あの宿敵・NHKが殴り込み!」、4月11日に企画本編「諦めていたのに、NHKが向こうからやってきた!」のタイトルで放送した。
- 1993年8月18日 - フジテレビ『ウゴウゴルーガ』「夏の生放送スペシャル」にダチョウ倶楽部が「おあいこトリオ」として出演。
- 1993年11月9日 - 『天才てれびくん』の番組内で「ウゴウゴルーガVS天才てれびくん」の結果を発表。
- 1997年12月1日 - 当時MCのキャイ〜ン天野が参加するユニットブラックビスケッツが生放送登場。その舞台裏は、『ウッチャンナンチャンのウリナリ!!』で放送された。
- 2008年8月26日 - 『ラジかるッ』がスタジオパークに生中継した際、てれび戦士としてスタジオ衣装で笠原拓巳・加藤ジーナ・長谷川あかりが案内役を務めた。その後、両番組の決めポーズを全員で行った。
- 2008年9月23日 - 『ラジかるッ』のスタジオにてれび戦士としてスタジオ衣装で笠原拓巳・加藤ジーナ・長谷川あかりが出演し、双方の決めポーズを全員で行った（この2つのコラボは木曜生放送の中で放送、関東ローカル番組『ラジかるッ』の放送されていない関東広域エリア外地域でも一部が放送された。ただし、NHKワールド・プレミアムでは権利の都合上カットされた）。
- 2008年度 - M-1グランプリには、笠原拓巳と千葉一磨が番組の企画（天てれ部活動）で｢ナンダーMAX｣というコンビ名で予選出場、一回戦突破（二回戦で敗退）を果たし公式ブログで話題となった。
- 2009年6月18日 - 生放送でタツノコプロを取材しクイズを出した後、回答者だった白坂奈々と視聴者1名が『劇場版 ヤッターマン 新ヤッターメカ大集合! オモチャの国で大決戦だコロン!』のアフレコに参加することが決定した。その模様は、2009年7月2日、木曜生放送内で放送された。
- 2020年2月13日 - 『アメトーーク!』-「子供番組やっている芸人」のメインパネリストとして『Let's』及び『YOU』の代表として6年出演経歴がある千鳥が参加。ジャングルポケット、あばれる君、ロバート山本、永野と共にMCの蛍原徹と後藤輝基（フットボールアワー）と子供番組に関してトークを繰り広げた。
- 2023年2月9日 - 『クイズ!あなたは小学5年生より賢いの?』とコラボ生放送が行われた。また、2023年3月17日には「NHK×日テレ コラボウィーク」の一環として『クイズ!あなたは小学5年生より賢いの?』にみやぞんと丸山煌翔と香月萌衣が出演した。
- 2023年12月5日・12日 - 30周年記念企画にこの年で生誕50周年を迎えたフジテレビの番組マスコットのガチャピン・ムックが登場した。

### 特別編成
夏休みと年度末は総集編または再放送の集中期間となっている。高校野球による番組休止対策を兼ねているが、春は新作放送に影響することがある。
選抜高等学校野球大会による特別編成
1995年4月3日（月曜）番組休止。月曜から木曜までの放送予定を翌日に振替、金曜放送予定分を土曜18:25 - 18:50に特別編成。
1997年4月7日（月曜）番組休止。月曜から木曜までの放送予定を翌日に振替、金曜放送予定分を休止。
2006年3月30日（木曜）番組休止。当日放送予定の新作ドラマ（2005年度完結編）を日曜18:00 - 18:25に特別編成。
2010年3月31日（水曜）番組休止。当日放送予定の内容を翌日に放送（木曜生放送は休止）。
2014年3月31日（月曜）時間変更。45分遅れの19:05 - 19:30に放送。
2016年3月28日（月曜）時間変更。30分遅れの18:50 - 19:15に放送。
大規模自然災害による特別編成
1995年1月17日から26日まで（7回）、近畿2府4県（NHK大阪放送局）で阪神・淡路大震災に関する『安否情報』を放送のため番組休止。その他の地域では通常放送されている。この間未放送となった『ジーンダイバー』の最終話は振替放送されず、年度末総集編で補完する形となった。
1995年1月19日（木曜）、阪神・淡路大震災に関する報道特別番組がNHK総合テレビで放送されていた影響で、NHK教育テレビで振替放送されていた『大相撲初場所 十二日目』が放送時間延長となり、『天才てれびくん』を5分遅れの18:05 - 18:30に放送。
1998年5月4日（月曜09:00 - 10:00）、『天才てれびくんスペシャル ゲームバトル守れ!こどもの日』が石垣島南方沖地震による津波警報（8時40分43秒発表、11時15分解除）で放送中止。生放送番組だったため振替放送されず、1998年5月15日の金曜生放送で経緯を説明した。
2003年5月26日（月曜）、平成15年宮城県沖地震に関する臨時ニュースのため18時27分04秒（番組開始2分4秒）以降、番組休止。月曜から水曜までの放送予定を翌日に振替、木曜放送予定分を休止。
2004年10月25日（月曜）、新潟県中越地震に関する『安否情報』を放送のため番組休止。27日（水曜）にドラマを2回分編成。
2011年3月14日から17日まで（1週4回）、東日本大震災に関する『安否放送』『生活情報』を放送のため番組休止。また、『大!』（2011年度）の放送開始が2週間延期され、その代替として『MAX』（2010年度）を当初の予定より、1週4回追加編成している。
平成28年熊本地震の影響で、2016年4月18日から21日まで放送予定だった「大分県編」を取りやめ、2016年度第1週「徳島県編」の再放送に差し替えた。「大分県編」は半年後に編成されている。なお、前震（1回目の最大震度7）の3時間前には熊本市で木曜生放送を行っている。
2022年度以降（17時台後半枠）の夏休み編成
2022年度は7月第3月曜日（海の日）から番組休止することなく傑作選を7週間放送。
一方で2022年度には『NHK for School』の夏休み特別編成『夏のテレビクラブ』が廃止され、学校放送枠である9時台と16時台後半に幅広いジャンルの特別番組が編成されるようになる。
2023年度以降は9時台、16時台に加え、17時台後半でも『夏の特集』が編成されるようになり、夏休み期間における『天才てれびくん』の番組休止が発生。2023年度は2週間番組休止。2024年度は『夏の特集』で3週間、パリオリンピックと高校野球の同時期開催の影響で2日間、番組を休止している。
2025年度は3週間休止。そのうち2週間は高校野球による番組休止対策として『おかあさんといっしょ』の夕方再放送が17:30枠に繰り上がり番組休止。

### 1993年度 - 2013年度
共通事項
「オリジナル放送4週」と「総集編を1週」を繰り返す放送形式（例外あり）。
1993年度 - 1998年度（初代無印）の総集編は1回につき、一つのメインコーナー（アニメ・ドラマなど）を集中放送する構成。夏休みと年度末に「総集編の再放送」を編成していた。
1999年度 - 2013年度（ワイド・MAX・大!）の総集編は1回につき、複数の異なるコーナーを放送する構成で新作のミニコーナーも放送された。
1993年度
オリジナル放送は年間で30週。奇数週に「恐竜惑星」、偶数週に「ポコ・ア・ポコ」を放送。
1994年度 - 1997年度
オリジナル放送は年間で28週。最終4週のオリジナル週を「年末1週、1月3週」に分けて放送。
1995年度は上記の28週に加え、年末に「月ナマ総集編」と題した特別総集編が放送された。
1998年度
オリジナル放送は年間で27週。「1000回記念」放送のため3学期の放送が変則編成に、「アリスSOS」の1月本放送などに影響が出る。
1999年度
オリジナル放送は年間で29週。通常放送26週と「年末総集編」、「テント2000スペシャル」、「冬のワールドツアー」の特別企画が3週。
2000年度 - 2001年度
オリジナル放送は年間で28週。オリジナル最終週に1年間を振り返る特別総集編を放送。
2002年度
オリジナル放送は年間で26週。1学期と2学期が各12週、3学期が2週。
通常放送24週と「10周年スペシャル」2週。「ドラムカンナの冒険」の最終回（2週相当）は12月に総集編形式で放送（再放送なし）。
2002年11月2日に桜美林大学の学園祭で山本圭壱が下半身を露出した事件で、山本圭壱が公然わいせつ罪の容疑、加藤浩次も公然わいせつ幇助罪の容疑で警視庁町田警察署から書類送検されていたことが2002年12月11日に発覚。極楽とんぼは総合司会を途中降板。
2003年度
オリジナル放送は年間で26週。1学期と2学期が各12週、3学期が2週。
3学期のオリジナル放送が1月と3月に各1週。2004年1月19日から2月16日まで20分の短縮放送。
2004年度 - 2005年度
オリジナル放送は年間で27週。1学期と2学期が各12週、3学期が3週。
2005年度からハイビジョン撮影・制作を開始し、デジタル放送ではハイビジョン画質（16:9サイズ）での放送を開始（アナログ放送は2009年度までサイドカット放送）。
2006年度 - 2010年度
オリジナル放送は年間で32週。1学期と2学期が各12週、3学期が8週。
2011年度 - 2013年度
オリジナル放送は年間で32週。3学期が7週。
2011年度からデータ放送の活用開始。
2013年度は、ソチオリンピック放送のため24分の短縮放送をオリジナル放送日に4回実施。

### 2014年度 - 2021年度
共通事項
月曜 - 水曜は「天才てれびくん本編」（18:20 - 18:45）と「天てれ第2部」（18:45 - 18:54）が独立した2部構成で放送される。
データ放送を活用した視聴者参加コーナーが毎回放送され、番組に参加する視聴者を「茶の間戦士」と称する。
夏休みの再放送または傑作選の集中期間は7月第3月曜日（海の日がある週）から6 - 7週間。高校野球の放送延長に伴う番組休止は振替放送しない。
『Let's』『YOU』2014年度 - 2019年度
NHKエデュケーショナルが制作に参加、NHK青少年・教育番組部との共同制作。
1週間完結の内容となり、本放送以外の週は番組再編集なし（エンディングは若干の変更あり）の「再放送週」を編成。再放送週の時期や内容に規則性はない。
特別番組はなし。「スペシャル」と題した特別編も通常放送枠で放送される。
「Let's天才てれびくん」の本放送は3年間で399回（各年度33週と2015年の「紅白特別編」3回）。
「天才てれびくんYOU」の本放送は3年間で396回（各年度33週）。
明確な番組コーナーが存在せず、ストーリーと完全連動することでファンタジー要素が強いシリーズとなっている。
てれび戦士はNHKのテレビ番組「天才てれびくん」の番組出演者である。ただし、「天才てれびくん」という番組名が『Let's』『YOU』のプロローグ以外で使用されることはなく、略称の「天てれ」が使用されたのは6年間で1回のみである。NHKが「劇中放送局」として登場することもあり、木曜生放送でNHKの施設から生中継する場合、NHKの存在が明確に言及されている。『Let's』『YOU』ともに劇中テレビ番組「週刊ニュース深追い」が登場する。
『hello,』2020年度 - 2021年度
NHKエンタープライズが制作に参加。
月曜 - 水曜はドラマ、ロケまたはスタジオのメイン企画、ゲームの3部構成。
ドラマパートとメイン企画が再分離。舞台設定に沿ったファンタジー要素はドラマパートに集約される。
メイン企画に出演するお笑い芸人の「個人別役名」（『Let's』の○号、『YOU』の○段など）が廃止され、本来の芸名で出演するようになった。
『YOU』までは月曜 - 水曜に予告していたが、『hello,』は木曜にも導入され、毎回予告するようになる。
本放送以外の回は「傑作選」として放送され、2013年度以前の「総集編」に近いものとなった。「傑作選週」に規則性はないが、「祝休日を含む週」に多く編成されている。
2020年度のオリジナル放送は33週相当（ドラマ29週、木曜生放送25回）。2019新型コロナウイルスの影響により、木曜生放送を第1週（2020年4月9日）から休止して傑作選を代替放送。第8週（2020年5月28日）から木曜生放送が開始されたが、第10週は再び木曜のみ傑作選を放送した。月曜 - 水曜のドラマについて、1学期は4週間休止し、特別企画を代替放送。2学期は1週のみ傑作選週にも新作ドラマが放送された。
2021年度のオリジナル放送は32週相当（ドラマ28週、木曜生放送27回）。2021年度から字幕放送を開始（生放送を除く）。
派生番組
2016年度 - 2017年度は日曜朝に『どちゃもん あさめしまえ』を放送。
2018年10月22日 - 25日に『マーヴェラスTVジム』を放送。
2019年3月11日 - 20日の「天てれ第2部」で『てれび戦士特別ミッション パラスポーツを調査せよ!』を放送。

### 2022年度以降
放送時間が17時台後半に移動。番組開始から30年目に突入すると共に初めて18時台ではない時間帯での放送となる。木曜日の放送が9分縮小され、1994年度以来の週4日25分の放送となる。また「天てれ第2部」は廃止され別時間での単独番組に移行する。
『天てれ』の放送時間が17時台後半に移動したことにより、長らく裏番組であったNHK総合テレビ18時台のローカルニュース番組で放送地域をテーマにした『天てれ』の企画が特集放送されるようになった。
2022年度と2023年度の年度最終回は新年度の予告編が放送されている。
夏休みの傑作選集中期間は2022年度と2025年度は7月第3月曜日（海の日）から開始。2023年度と2024年度は1週遅い7月第4月曜日から開始。2023年7月20日放送回は7月としては最も遅い生放送である。夏休みの番組編成は前述を参照。
2022年度のオリジナル放送は31週（ドラマ29回、木曜生放送28回）と祝日特別編1回。1学期のオリジナル放送が13週（2017年度 - 2021年度）から12週に減少。5月5日（こどもの日）は通常番組枠で祝日特別編を放送する一方、9月19日（敬老の日）は祝日特別番組のため通常番組枠の放送を休止している。
2023年度のオリジナル放送は31週（ドラマ30回、木曜生放送29回）。